# Michael Mackensen
Michael Mackensen (* 1. November 1949 in München) ist ein deutscher Provinzialrömischer Archäologe.

## Leben
Mackensen studierte von 1969/1970 bis 1976/1977 Provinzialrömische Archäologie, Vor- und Frühgeschichte und Alte Geschichte in München, Freiburg und Oxford. Im Sommersemester 1974 legte er eine Magisterarbeit in Vor- und Frühgeschichte vor und promovierte im Wintersemester 1976/1977 bei Günter Ulbert mit dem Thema Das römische Gräberfeld auf der Keckwiese in Kempten. 1977/1978 erhielt Mackensen das Reisestipendium des Deutschen Archäologischen Instituts. Bis 1980 war er für das DAI als Wissenschaftliche Hilfskraft tätig (Ausgrabung Karthago/Tunesien und Resafa/Syrien). Für das Resafa-Projekt erhielt er 1979/1980 ein Forschungsstipendium des DAI.
Es folgte 1981 eine kurze Anstellung am Bayerischen Landesamt für Denkmalpflege in München. Im selben Jahr war Mackensen erneut in Karthago als Wissenschaftliche Hilfskraft des DAI tätig. 1981/1982 arbeitete er als Wissenschaftlicher Angestellter in der Prähistorischen Staatssammlung. Anschließend war Mackensen bis 1994 Wissenschaftlicher Mitarbeiter der Kommission zur archäologischen Erforschung des spätrömischen Raetien der Bayerischen Akademie der Wissenschaften (Ausgrabungsprojekte Nersingen, Burlafingen, Finningen und Kellmünz sowie Surveyprojekt in Nordosttunesien).
Ab dem Sommersemester 1988 hielt Mackensen Lehrveranstaltungen an der LMU München, 1989 erhielt er eine Berufung zum C3-Professor an die Universität zu Köln, die er aber nicht annahm. Im Wintersemester 1991/1992 habilitierte Mackensen wiederum in München mit dem Thema Die spätantiken Sigillata- und Lampentöpfereien von El Mahrine (Nordtunesien). Studien zur nordafrikanischen Feinkeramik des 4. bis 7. Jahrhunderts. Ab dem Sommersemester 1994 war Mackensen als C3-Professor an der LMU München als Nachfolger von Günter Ulbert tätig. Ende März 2015 trat er in den Ruhestand, sein Nachfolger wurde im Herbst 2016 Salvatore Ortisi.
Ausgrabungsprojekte seit 1994: römisches Arbeits- und Steinbruchlager Chemtou, Tunesien (1998/1999), koptisches Kloster Dair al-Bachīt, Oberägypten (2001/2002), spätrömisches Kastell Nag el-Hagar, Oberägypten (2005–2017), römisches Kastell Gheriat el-Garbia, NW-Libyen (2008–2010). - Surveytätigkeit seit 1994: spätantike Feinkeramiktöpfereien El Mahrine und Bordj el-Djerbi, Nordtunesien (1997/1998); Limes Tripolitanus: Kleinkastelle Tisavar und Bezereos, Südtunesien (1998, 2008), Centenarium Gasr Duib und Kleinkastell Gasr Wames, Nordwest-Libyen (2008/2010).

## Ehrungen
Mackensen ist seit 1985 korrespondierendes Mitglied des Deutschen Archäologischen Instituts und war seit 1998 korrespondierendes Mitglied des Österreichischen Archäologischen Instituts (ÖAI). Im Jahr 2010 wurde er zum wirklichen Mitglied des ÖAI ernannt. 1989 erhielt er den Kurt-Bittel-Preis für Süddeutsche Altertumskunde. 2008 wurde er Mitglied des Advisory Committee des Journal of Roman Archaeology, 2009 Mitglied des Beirats der Römischen Mitteilungen. Seit 2009 ist Mackensen Fellow of the Society of Antiquaries of London. 2010 erhielt er den Preis für gute Lehre des Freistaats Bayern und 2013 den Lehrinnovationspreis der Ludwig-Maximilians-Universität.

## Schriften
- Das römische Gräberfeld auf der Keckwiese in Kempten (= Materialhefte zur bayerischen Vorgeschichte. Reihe A: Fundinventare und Ausgrabungsbefunde. Band 34; = Cambodunumforschungen. Band 4). Lassleben, Kallmünz 1978, ISBN 3-7847-5034-6.
- mit Wolfgang Czysz, Hartmut Kaiser und Günter Ulbert: Die römische Keramik aus dem Vicus Wimpfen im Tal (Kreis Heilbronn) (= Forschungen und Berichte zur Vor- und Frühgeschichte in Baden-Württemberg. Band 11). Konrad Theiss, Stuttgart 1981, ISBN 3-8062-0761-5.
- Eine befestigte spätantike Anlage vor den Stadtmauern von Resafa (= Resafa. Band 1). Philipp von Zabern, Mainz 1984, ISBN 3-8053-0741-1.
- Frühkaiserzeitliche Kleinkastelle bei Nersingen und Burlafingen an der oberen Donau (= Münchener Beiträge zur Vor- und Frühgeschichte. Band 41). Beck, München 1987, ISBN 3-406-31749-9.
- Die spätantiken Sigillata- und Lampentöpfereien von El Mahrine (Nordtunesien). Studien zur nordafrikanischen Feinkeramik des 4. bis 7. Jahrhunderts (= Münchener Beiträge zur Vor- und Frühgeschichte. Band 50). Beck, München 1993, ISBN 3-406-37015-2.
- Das spätrömische Grenzkastell Caelius Mons in Kellmünz an der Iller (= Führer zu archäologischen Denkmälern in Bayern: Schwaben. Band 3). Theiss, Stuttgart 1995, ISBN 3-8062-1203-1.
- Late Roman fortifications and building programmes in the province of Raetia. The evidence of recent excavations and some new reflections. In: J. D. Creighton, R. J. A. Wilson (Hrsg.): Roman Germany. Studies in cultural interaction (= Journal of Roman Archaeology. Supplementary Series. Band 32). Portsmouth 1999, ISBN 1-887829-32-6, S. 199–244.
- Militärlager oder Marmorwerkstätten. Neue Untersuchungen im Ostbereich des Arbeits- und Steinbruchlagers von Simitthus/Chemtou (= Simitthus. Band 3). von Zabern, Mainz 2005, ISBN 3-8053-3461-3.
- Technology and organisation of ARS ware production-centres in Tunisia. In: John H. Humphrey (Hrsg.): Studies on Roman Pottery of the Provinces of Africa Proconsularis and Byzacena (Tunisia). Hommage à Michel Bonifay (= Journal of Roman Archaeology. Supplementary Series. Band 76). Portsmouth 2009, ISBN 1-887829-76-8, S. 17–44.
- Gasr Wames, eine burgusartige Kleinfestung des mittleren 3. Jahrhunderts am tripolitanischen limes Tentheitanus (Libyen). In: Germania. Band 87, 2009, S. 75–104.
- Das severische Vexillationskastell Myd(---) / Gheriat el-Garbia am limes Tripolitanus (Libyen). Bericht über die Kampagne 2009. In: Mitteilungen des Deutschen Archäologischen Instituts. Römische Abteilung. Band 116, 2010, S. 363–458.
- Das severische Vexillationskastell Myd(---) und die spätantike Besiedlung in Gheriat el-Garbia (Libyen). Bericht über die Kampagne im Frühjahr 2010. In: Mitteilungen des Deutschen Archäologischen Instituts. Römische Abteilung. Band 117, 2011, S. 247–375.
- als Herausgeber mit Florian Schimmer: Der römische Militärplatz Submuntorium/Burghöfe an der oberen Donau. Archäologische Untersuchungen im spätrömischen Kastell und Vicus 2001–2007 (= Münchner Beiträge zur Provinzialrömischen Archäologie. Band 5). Reichert, Wiesbaden 2013, ISBN 978-3-89500-821-4.
- Relief- und stempelverzierte nordafrikanische Sigillata des späten 2. bis 6. Jahrhunderts. Römisches Tafelgeschirr der Sammlung K. Wilhelm (= Münchner Beiträge zur Provinzialrömischen Archäologie. Band 8). 2 Teilbände Reichert, Wiesbaden 2019. ISBN 978-3-95490-413-6.
- Das severische Vexillationskastell Myd(---) / Gheriat el-Garbia am limes Tripolitanus (Libyen). Band 1: Forschungsgeschichte, Vermessung, Prospektionen und Funde 2009–2010 (= Münchner Beiträge zur Provinzialrömischen Archäologie. Band 10). Reichert, Wiesbaden 2021, ISBN 978-3-7520-0586-8.
- Das severische Vexillationskastell Myd(---) und die spätantiken castra Madensia / Gheriat el-Garbia am limes Tripolitanus (Libyen). Band 2: Ausgrabungen und Untersuchungen im Kastell, im Steinbruch, in den Heiligtümern und am Beobachtungsturm 2009–2010 (= Münchner Beiträge zur Provinzialrömischen Archäologie. Band 11). 2 Teilbände, Reichert, Wiesbaden 2024, ISBN 978-3-7520-0691-9.
- seit 2009 Herausgeber der Münchner Beiträge zur Provinzialrömischen Archäologie (MBPA 1–11) und Ergänzungsbände (MBPA Ergbd. 1–3).